# Obninsk
Obninsk (russisk: Обнинск, tr. Obninsk) er en by i det vestlige Rusland, beliggende i Kaluga oblast. Byen har 132.477 (2024) indbyggere. Obninsk ligger 110 km sydvest for Moskva og 68 km nordøst for oblastens administrative center Kaluga. Den nærmeste by er Balabánovo, 10 km væk.

## Historie
Indtil 1900-tallet fandtes en lille landsby, hvor Obninsk ligger i dag. Landsbyen havde udviklet sig omkring en herregård, der første gang omtales 1500-tallet. Var besat af Nazi styrker fra oktober til december 1941. Efter anden verdenskrig, i 1946 , blev byen grundlagt hvor landsbyen havde ligget. I 1954 idriftsattes Obninsk atomkraftværk som verdens første kommercielt drevne atomkraftværk, hvilket medførte stor befolkningstilvækst. I 1956 fik Obninsk bystatus. Obninsk atomkraftværk blev taget ud af drift i 2002.

### Befolkningsudvikling
| År   | Indbyggere |
| ---- | ---------- |
| 1959 | 16.334     |
| 1970 | 48.641     |
| 1979 | 73.402     |
| 1989 | 100.178    |
| 2002 | 105.706    |
| 2010 | 104.739    |

Note: Data fra folketællinger

## Økonomi
Obninsk er i dag en vigtig videnskabs- og forskningsby (Naukograd) med talrige institutter og forskningscentre inden for rumteknologi med kontrolstationer til satellitter, atomenergi - herunder forskningsinstitutet (IPPE) - og meteorologi og andre videnskabelige områder.
Byen ejer et 315 meter højt forskningstårn. Konstruktionen er bemærkelsesværdig: Tårnet har en diameter på kun 2 til 3 m, derfor er den sikret med stålkabler. Den bruges kun til forskningsformål og er ikke tilgængelig for turister.

## Trafik
Obninsk ligger ved Ukraine-motorvejen M3 fra Moskva til Kyiv og den parallelle jernbanelinje.